# Amantes del desierto
 (juillet 2018).
Si vous disposez d'ouvrages ou d'articles de référence ou si vous connaissez des sites web de qualité traitant du thème abordé ici, merci de compléter l'article en donnant les références utiles à sa vérifiabilité et en les liant à la section « Notes et références ».
Amantes del desierto est une telenovela américano-colombienne produite par le réseau américain Telemundo en collaboration avec RTI Colombia et Caracol Televisión. Elle a été diffusée entre le 19 mars 2001 et le 4 septembre 2001.

## Synopsis
Bárbara vit dans une petite ville appelée "La Esmeralda", elle est la fille du colonel Miguel Santana, directeur de la prison El Farallón. Andrés est condamné à la réclusion à perpétuité pour le meurtre de Rafael Negrete, un crime qu'il n'a pas commis. Bárbara aide Andrés à s'échapper et l'emmène dans le désert pour se cacher, mais ils sont persécutés par son père. Dès lors, ils devront affronter le monde pour défendre leur amour. Ils traversent de nombreuses aventures dangereuses à la recherche de la liberté.

## Distribution
| Acteur                 | Rôle                                | Description |
| Maritza Rodríguez      | Bárbara Santana                     | Héroïne principale, belle-fille de Miguel et Esther. Vraie sœur de Camila. Femme d'Andrés. La mère d'Andrea Bustamante Santana. |
| Francisco Gattorno     | Andrés Bustamante                   | Héros principal, mari de Barbara. Le père d'Andrea Bustamante Santana.                                                          |
| Catherine Siachoque    | Micaela Fernández                   | Méchante principale. Ex-femme de ménage, ex-épouse de Miguel, plus tard tué par Miguel Santana.                                 |
| Roberto Escobar        | Miguel Santana                      | Colonel de la prison Farallón, beau-père de Bárbara                                                                             |
| Ana Soler              | Esther de Santana                   | L'ex-épouse de Miguel, la mère de Bárbara, est tuée par Micaela                                                                 |
| Edgardo Román          | Idelfonso Cubillos                  | En prison à Farallón, méchant, est tué par des prisonniers                                                                      |
| Juan Pablo Shuk        | Bruno Salegui                       | L'amant de Micaela, méchant, est tué par Micaela                                                                                |
| Rolando Tarajano       | Santos Libardo / Satanás            | Prisonnier de la prison de Cliff, frère d'Andrés                                                                                |
| Helios Fernández       | Père Morán                          | Prêtre de la prison Farallón |
| Carlos Barbosa         | Francisco de Paula "Pancho" Fonseca | Époux de Bertha |
| Maria Cristina Gálvez  | Bertha de Fonseca                   | Femme de Pacho |
| Ricardo González       | Tomás "Tomasito" Fonseca            | Fils de Pacho et Bertha |
| Agmeth Escaf           | Javier Negrete                      | Fils de Rafael Negrete, le deuxième petit ami de Bárbara                                                                        |
| Víctor Cifuentes       | Abelardo Mejía                      | Prisonnier à Farallón, le mari de Griselda                                                                                      |
| Ivette Zamora          | Griselda                            | La servante et l'amie de Bárbara                                                                                                |
| Margálida Castro       | Magdalena Libardo 'Tania'           | Mère de Santos |
| Roberto Mateos         | Alejandro García                    | Le docteur de Barbara, amoureux d'elle                                                                                          |
| Andrea López           | Camila Santana                      | La fille d'Agustín, la vraie sœur de Bárbara                                                                                    |
| Santiago Bejarano      | Agustín Santana                     | Le frère de Miguel, vrai père de Bárbara                                                                                        |
| Roxana Montoya         | Andrea Bustamante Santana           | La fille d'Andrés et Bárbara |
| Leonor Arango          | Elena Bustamante                    | La mère d'Andrés, se fait tuer dans une opération par Cubillos                                                                  |
| Raúl Gutiérrez         | Sergio Góngora                      | Le vrai tueur de Rafael, l'avocat de Javier, méchant                                                                            |
| Patricia Tamayo        | Isabel                              | Amoureuse de Javier |
| Maria Luisa Rey        | Maria Gracia                        | Amoureuse de Santos |
| Alexander Paez         | Piraña                              | Prisonnier de Farallón, ami d'Andrés, est tué à l'opération par Cubillos                                                        |
| Lucy Martínez          | Nemesia                             | La sorcière auxiliaire de Bárbara                                                                                               |
| Carolina González      | Filomena                            | Amoureuse de Tomasito |
| Carlos Hurtado         | Toño                                | Propriétaire du bar dans le village Esmeralda                                                                                   |
| Liliana González       | Josefina                            | Épouse de Toño, amoureuse de Javier                                                                                             |
| Sandra Pérez           | Trinidad                            | Membre du gang de Bruno, se fait tuer par Cubillos                                                                              |
| Alberto León Jaramillo | Jalil                               | Propriétaire du cirque en mouvement                                                                                             |
| Júlio del Mar          | Aurelio León                        | Général de la prison de Cliff                                                                                                   |
| Fernando Corredor      | Guillermo Muñoz                     | Le procureur, complice de Sergio, méchant, est tué par Micaela                                                                  |
| Rojas Allemand         | Damian Fabre                        | Peintre |
| Martha Suárez          | Jamaïque                            | La servante de Micaela et son complice, sorcière malfaisante                                                                    |
| López Guilied          | Lucía                               | Aveugle, amoureuse de Luis Felipe, l'amour d'Idelfonso                                                                          |
| Orlando Pardo          | Luis Felipe                         | Docteur, amoureux de Lucía, amie d'Alejandro                                                                                    |
| Xiomara Segura         | Barbie                              | La petite amie de Santos, se fait tuer par Cubillos                                                                             |
| Paola Díaz             | Sabrina Monténégro                  | Ouvrière de Khalil, l'amant de Tomasito                                                                                         |
| Vilma Vera             | Gertrudis                           | Sœur à la chapelle |
| Julio Echeverri        | Inspecteur                          | L'ami d'Agustín |
| Luís Fernando Ardilla  | Pinocho                             | |
| Julio Cesar Pachón     | Tijeres                             | Prisonnier de Farallón, ami de Santos                                                                                           |
| Néstor Alfonso Rojas   | El Pulgarcito                       | Amoureux de Filomena, ouvrier à la mine de Fonseca                                                                              |
| Olga Cecilia Mendoza   | Rita                                | |
| Jose Cardeño           | Joaquín                             | |
| Claudia Rocio Mora     | Nelly                               | L'infirmière complice de Micaela                                                                                                |
| Carlos Zerrato         | El Ratón                            | Prisonnier de la prison de Cliff, le frère de Lucia                                                                             |
| Alejandro Tamayo       |                                     | Un conducteur, tué par Micaela                                                                                                  |